# Sampierdarena
Koordinaten: 44° 25′ N, 8° 54′ O

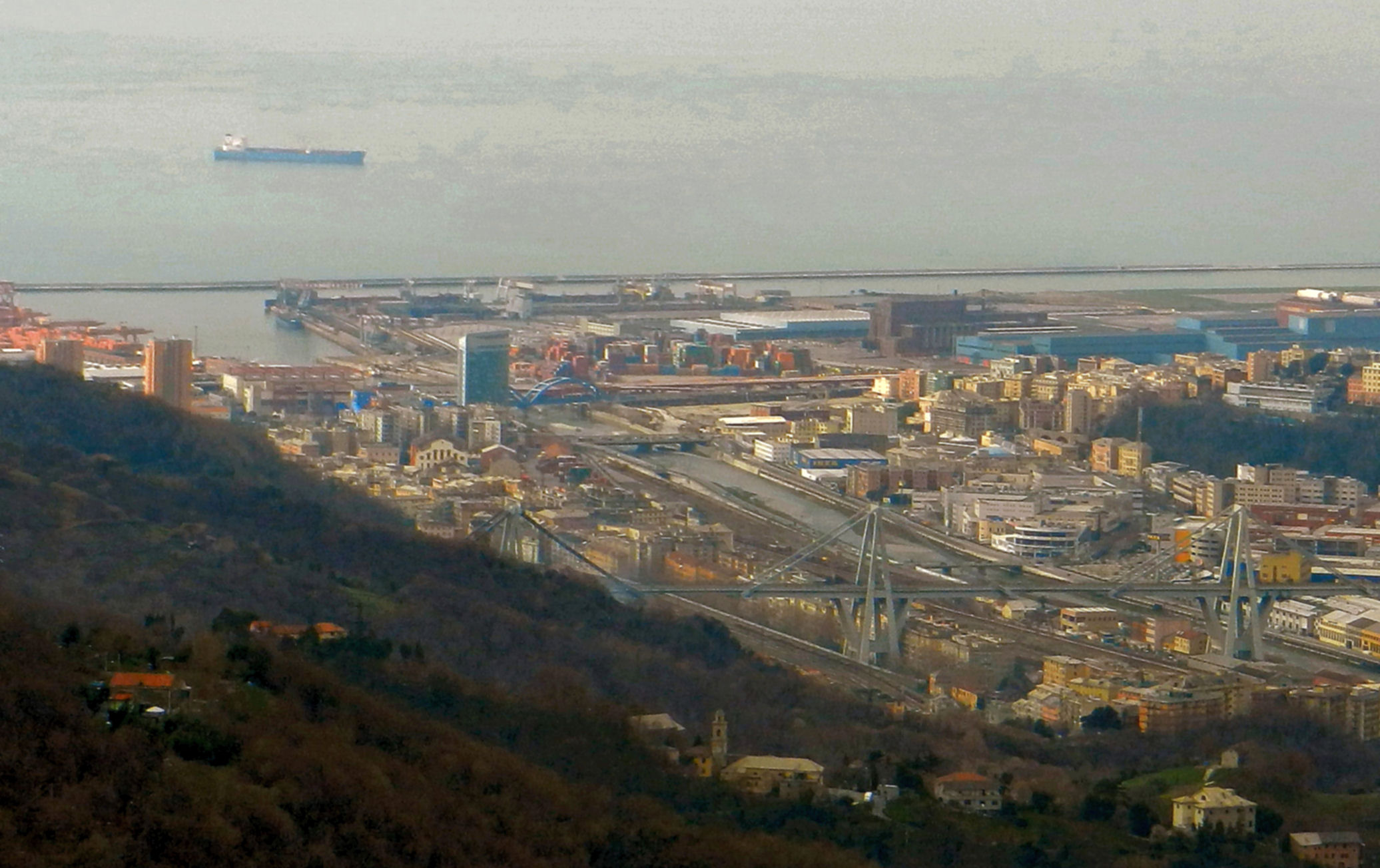
Sampierdarena (links) liegt östlich des Polcevera-Flusses mit Eisenbahnstrecke Turin–Genua und Morandi-Brücke, im Westen der benachbarte Stadtteil Cornigliano ebenfalls am Meer
(Bilddetails der Brücke urheberrechtlich geschützt, vergleiche Beschreibung auf Commons)

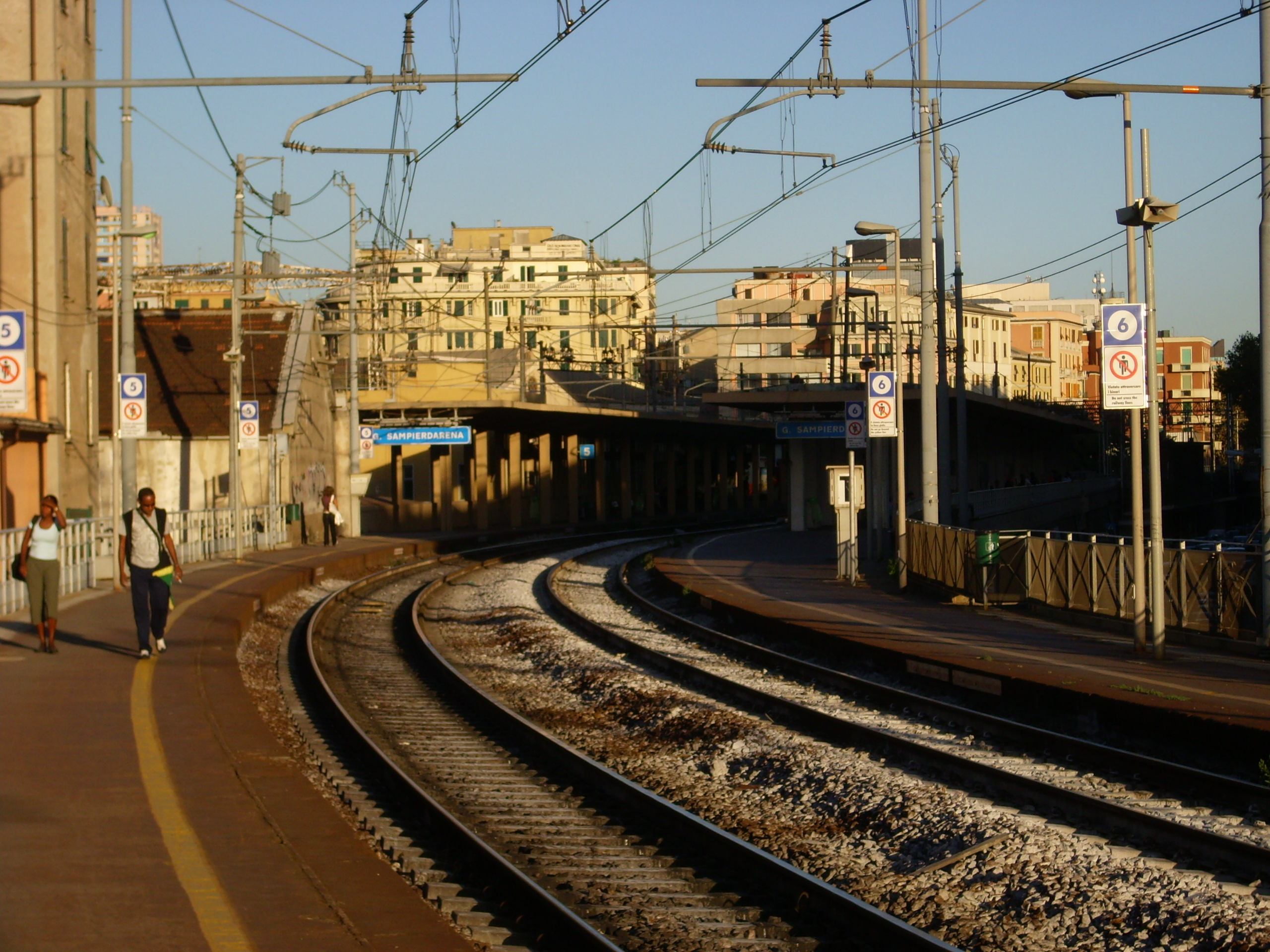
Stazione di Genova Sampierdarena

Sampierdarena (früher auch San Pier d’Arena) ist eine ehemals selbständige Stadt bei Genua, Ligurien und heutiger Stadtteil von Genua. San Pier befindet sich an der Mündung des Torrente (Sturzbach) Polcevera ins Ligurische Meer und hatte im Jahr 2000 67.741 Einwohner. An der gleichnamigen Bahnstation Sampierdarena gabeln sich die zwei Hauptbahnlinien entlang der Küste und über den Apennin nach Norden.

## Geschichte
Der Name des Ortes San Pier d’Arena bedeutet etwa Heiliger Petrus vom Strand und soll auf die Legende zurückgehen, dass hier erstmals der Heilige Petrus römischen Boden betrat, um als erster Papst der christlichen Gemeinde zu wirken. Im Jahr 1881 hatte San Pier d’Arena 19.501 Einwohner.

## Sehenswürdigkeiten
San Pier d’Arena hat eine alte Pfarrkirche mit Grabmälern der Doria, mehrere Paläste und Villen (darunter die Villa Imperiale, jetzt Scassi, aus dem 16. Jahrh.) und den Palazzo Spinola.

## Kultur
Aus dem ehemaligen Verein des Ortes SG Sampierdarenese wurde durch Zusammenschluss mit einem Genueser Fußballclub der heutige bekannte Erstligaverein Sampdoria Genua.

## Persönlichkeiten
- Francesco Maria Imperiale Lercari (1629–1712), Doge von Genua und König von Korsika
- Antonio Cantore (1860–1915), General
- Fernando Bonatti (1894–1974), Turner
- Pietro Bianchi (1895–1962), Gewichtheber
- Salvatore Cabella (1896–1965), Wasserballspieler
- Agostino Frassinetti (1897–1967), Schwimmer
- Giovanni Tubino (1900–1989), Turner
- Umberto Lungavia (1901–1970), Wasserballspieler

## Weblinks

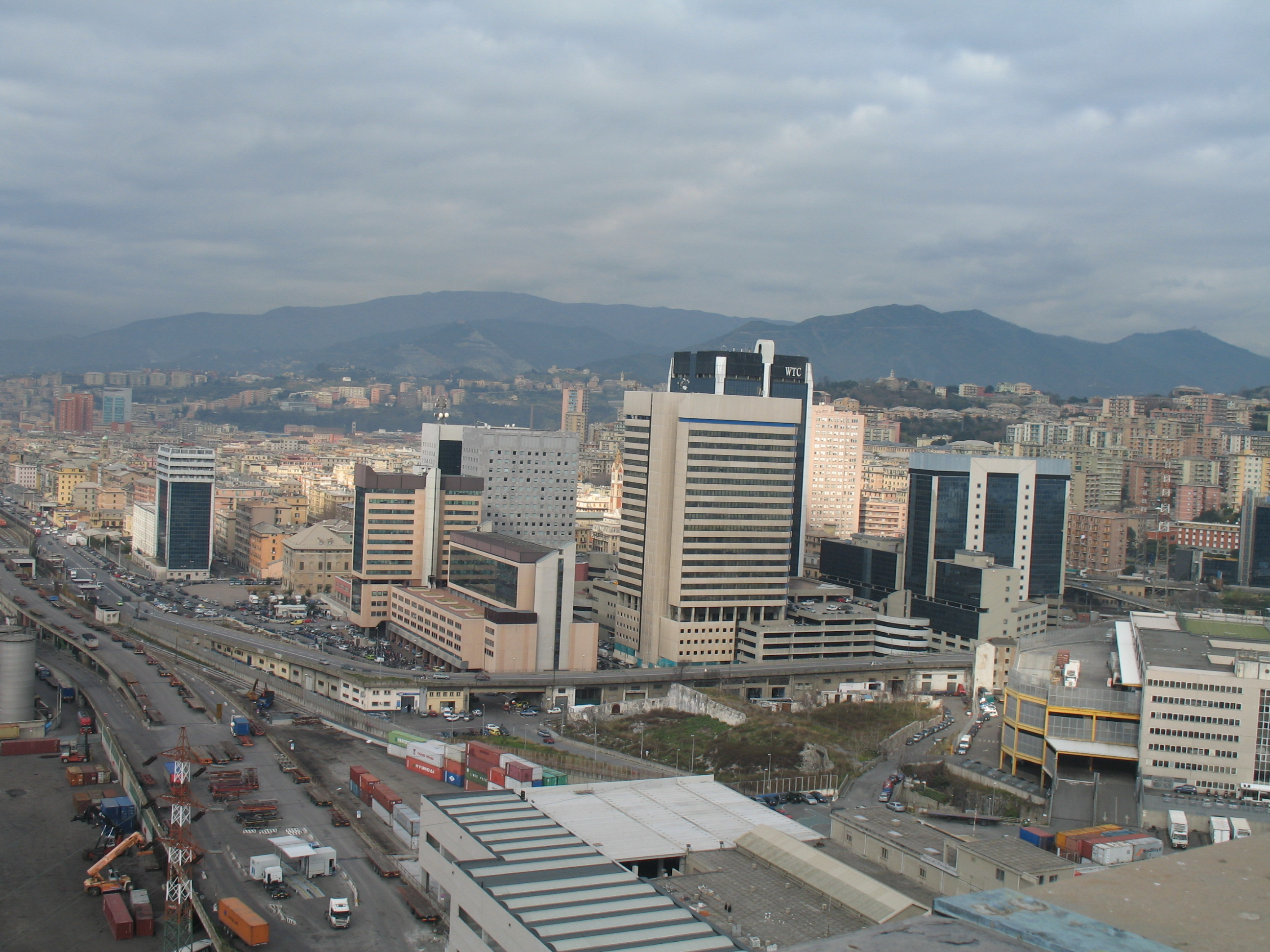
Geschäftsviertel nahe dem alten Hafen von Genua an der Ligurischen Küste. Im Hintergrund Ausläufer der Berge des Apennin.